# Эннесли, Артур, 10-й виконт Валентия
Артур Эннесли, 10-й виконт Валентия (англ. Arthur Annesley, 10th Viscount Valentia; 30 ноября 1785 — 30 декабря 1863) — английский землевладелец, ирландский пэр и первый баронет Ирландии.

## Биография
Артур Эннесли родился 30 ноября 1785 года. Старший сын Артура Эннесли (1760—1841), члена Палаты общин от Оксфорда (1790—1796), и его жены Кэтрин Харди, дочери адмирала сэра Чарльза Харди. Потомок достопочтенного Фрэнсиса Эннесли (род. 1628), сына Фрэнсиса Эннесли, 1-го виконта Валентия (1585—1660). Он получил образование в школе Харроу.
23 июля 1844 года после смерти Джорджа Эннесли, 2-го графа Маунтнорриса и 9-го виконта Валентия (1770—1844), не имевшего близких родственников, Артур Эннесли унаследовал титулы 10-го виконта Валентия в графстве Керри (Пэрство Ирландии), 10-го барона Маунтнорриса из Маунтнорриса в графстве Арма (Пэрство Ирландии) и 10-го баронета Эннесли из Маунтнорриса в графстве Арма (Баронетство Ирландия). Он унаследовал ирландские титулы, но не пытался установить свои права в Палате лордов Великобритании. Кокейн указывает, что он был «вероятно прав», приняв пэрство.

## Личная жизнь
12 августа 1808 года Артур Эннесли женился на Элеоноре О’Брайен (? — 10 июня 1843), дочери Генри О’Брайена (позже Стаффорда-О’Брайена) из Блатервик-Парка, Нортгемптоншир, и его жены Маргарет Фленари . У супругов было тринадцать детей, четыре сына и девять дочерей:
- Артур Эннесли (14 сентября 1809 — 27 октября 1844), в 1836 году он женился на Флоре-Мэри Макдональд, дочери подполковника Джеймса Макдональда[4]
- Темпл Артур Фрэнсис Эннесли (1813—1838)[4]
- Чарльз Артур Джеймс Джордж Эннесли (род. 1820)[4]
- Капитан Элджернон Сидней Артур Эннесли (25 мая 1829 — 6 сентября 1908), в 1864 году он женился на Хелен Сидней Ричардс, дочери королевского адвоката Гриффитса Ричардса[5]
- Эллен Артур Фрэнсис Эннесли (? — 1811), близнец своей сестры[4]
- Кэтрин Артур Летиция Эннесли (? — 1811)[4]
- Элеанор Артур Кэтрин Эннесли[4]
- Фрэнсис Артур Шарлотта Эннесли (? — 13 мая 1904), в 1853 году она вышла замуж за капитана Уильяма Линскилла из Тайнмут-Лодж, Нортумберленд[6]
- Матильда Артур Марина Эннесли (? — 23 мая 1894), в 1845 году она вышла замуж за Джона Кента Эгертона Холмса[7]
- Ева Артур Генри Медора Эннесли (? — 1894), в 1853 году она вышла замуж за сэра Генри Робинсона.
- Неа Артур Ада Роуз д’Амур Эннесли (? — 13 января 1904), в 1846 году она вышла замуж за Геркулеса Джорджа Роберта Робинсона, 1-го барона Росмида (1824—1897), губернатора Гонконгаref>Lodge (1861), p. 575 ; Ruvigny (1907), p. 239</ref>
- Августа Артур Констанция Эннесли[4]
- Альтисидора Артур Виктория Эннесли[4].

Лорд Валентия скончался 30 декабря 1863 года в Блетчингдон-парке в возрасте 78 лет. Ему наследовал его внук, Артур Эннесли, 11-й виконт Валентия.